# Kovács Koppány
Kovács Koppány (Eger, 1977. december 10. –) a Rómeó Vérzik zenekar frontembere.
1988-ban édesapjával és bátyjával az akkori Csehszlovákiába - most már Szlovákia -, Somorjára költözött. Óvodás kora óta foglalkoztatta a zene. Édesapja tagja volt a felnémeti pávakör citerazenekarának, ezzel a hangszerrel kezdődött a zene imádata négyéves korában. Egerben zeneóvodába járt, majd ugyanott zeneiskolai tanulmányait is elkezdte - Farkas Ferenc Zeneiskola -, ahol mint alaphangszerrel a furulyával, később mint választott hangszerek az ütősök világába vetette magát. Ennek az ambíciójának később a külföldre való költözés vetett véget. Édesapja szerette volna, ha gyermeke tovább foglalkozik a zenével, de Somorján akkoriban nem volt ütőshangszer-oktatás. A trombita mellett döntöttek az „égiek”, nem pedig Koppány. Ez a szakasza zenei életének nagyon rövidnek mondható - jelentéktelen. Olyan törést okozott benne, hogy a zenét megszerettető citerát sem fogta a kezébe sokáig. Szabad idejében a tanulás és a néptánc volt a meghatározó.
Egy alkalommal viszont előkerült egy gitár a családban, amit bátyja hazavitt, felhúrozott.
Eltelik pár év, közben kopottabb lett a gitár. Íródik egy-két nóta.
Kis idő múlva viszont jön a „Rómeó Vérzik”. 1995-ben először lép fel a zenekar. Innen viszont egyenes volt az út a Rock'and'Roll-ba.
Koppány dalait és magát a zenekarát (Rómeó Vérzik) többször értékelte már a szakma:
•	2012 Harmónia díj -  Az utca az én hazám (az év dala)
•	2014 Harmónia díj -  Rómeó vérzik – Kalózhajó  (az év dala)
•	2014 Harmónia díj -  Rómeó vérzik  - A legjobb zenekar vagy csoport díja (könnyűzene)
•	2014 a MAHASZ által hitelesített aranylemez  -  Rómeó Vérzik: a három... c. lemez
•	2016 Harmónia díj -  Rómeó vérzik – Ébresztő  (az év dala)
Koppány a a kétezres években belekóstol a színházi életbe is. A Felvidéki Rockszínpad (István a király, Megfeszített) és az Érsekújvári Rockszínpad (56 csepp vér) után egyenes út vezet a Komáromi Magyar Lovasszínházhoz, aminek a mai napig a tagja. 
Feleségével és két lány gyermekével a mai napig Felvidéken, Nagyszarván él.

## Megjelent albumok
- 1996 - Fest majd egy embert (demó kazetta)
- 1998 - Íme az ember (demó kazetta)
- 1999 - Kettőre indulunk
- 2002 - Életöröm
- 2004 - Engedd belém
- 2007 - Rock´n´roll az élet!
- 2008 - Egybetépve (dupla CD)
- 2010 - Hadd égjen!
- 2013 - A három (aranylemez!)
- 2017 - Újratervezés
- 2020 -  Szűk a tèr
- 2021 - Koppány - A vadkelet hőse